# Michel Bernanos
 Michel Bernanos  (Fressin, 20 de Janeiro de 1923 – Fontainebleau, 27 de Julho de 1964) foi um poeta e escritor de fantasia francês. Foi o quatro filho do escritor francês Georges Bernanos. Também usou os nomes Michel Talbert e Michel Drowin na escrita para evitar a fama do seu apelido.
Bernanos suicidou-se na Floresta de Fontainebleau. A maioria dos seus trabalhos foi publicada postumamente.

## A Montanha Morta da Vida
Escrito em 1963 em Gentilly, Val-de-Marne, está dividido em duas partes distintas. A primeira consiste num romance sobre o mar. Um rapaz de 18 anos embarca num navio, onde é intimidado pelos outros membros, sendo ajudado pelo cozinheiro Toine. O barco fica bloqueado no equador durante semanas, ocorrendo um motim.  O navio cai numa tempestade, deixando o protagonista e o seu amigo Toine sozinhos e à deriva no mar. Aqui começa a segunda parte, que se torna mais fantástica. Ambas as personagens ficam presas numa ilha misteriosa, onde a cor predominante parece ser o vermelho. O romance foi traduzido para português como A Montanha Morta da Vida e publicada pela Europa-América em 1977.

## Obras
- Le cycle de la Montagne morte de la vie que inclui:

1. "Le Murmure des Dieux"
2. "L'Envers de l'éperon"
3. A Montanha Morta da Vida - no original "La Montagne morte de la vie"
4. "Ils ont déchiré Son image"

- La Forêt complice que contém tr~es histórias
- On lui a fait mal, três romances e seis contos:[clarification needed]

1. "Les nuits de Rochemaure"
2. "La Grande Bauche"
3. "La Neige qui tue"
4. "On lui a fait mal"
5. "Le Cri des oiseaux"
6. "La Forêt complice"
7. "La Parole donnée"
8. "La Prière à l'étoile"
9. "La Tempête"
10. "Le Passage"